# Shannonomyia setulicornis
Shannonomyia setulicornis är en tvåvingeart som beskrevs av Alexander 1971. Shannonomyia setulicornis ingår i släktet Shannonomyia och familjen småharkrankar.
Artens utbredningsområde är Panama. Inga underarter finns listade i Catalogue of Life.